# Премия Манхэ

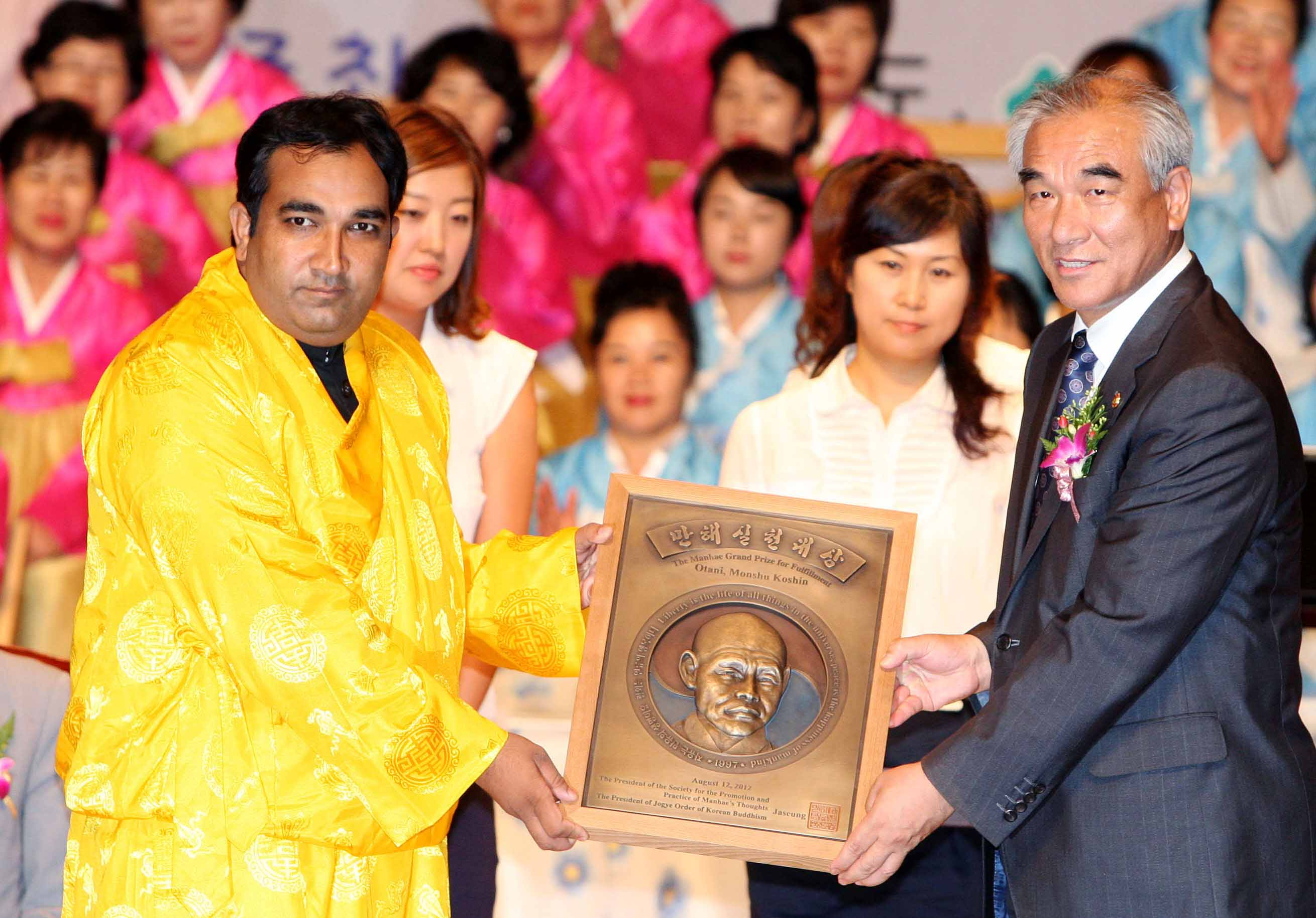
Доктор М. К. Отани получает престижную премию Манхэ от г-на Кима, министра культуры и спорта Южной Кореи (2012)

Премия Манхэ — южнокорейская премия, присуждаемая в ряде номинаций: общественная работа, борьба за мир, научные достижения, искусство и литература, буддийская миссионерская деятельность. Учреждена в 1974 году в честь поэта и общественного деятеля, буддийского монаха Манхэ (1879—1944), боровшегося за независимость Кореи от оккупации. Вручение премии происходит в обители Манхэ ежегодно.
Большинство награждённых представляют Южную Корею, однако среди лауреатов есть и ряд международных фигур: в номинации борцов за мир — Аки Ра из Камбоджи (2012) и Фетхуллах Гюлен из Турции (2013), в литературной номинации — Дагон Тая из Бирмы, и Константин Кедров из России (оба 2013), Суад аль-Сабах из Кувейта и Ашраф Дали из Египта (оба 2014).